# Jason Earles
Jason Daniel Earles (ur. 26 kwietnia 1977 w San Diego, w stanie Kalifornia) – amerykański aktor filmowy i telewizyjny, znany z roli Jacksona Stewarta, starszego brata Miley Stewart, w serialu Hannah Montana, nadawanym przez telewizję Disney Channel.

## Życiorys
W 1995 ukończył Glencoe High School w Hillsboro.
Zagrał w kontynuacji American Pie pt. American Pie: Wakacje, a także wystąpił w roli Merva w filmie Tatastrofa, Jacksona Stewarta w filmie Hannah Montana: Film i Rudy’ego w serialu Z kopyta oraz pojawił się gościnnie w serialu Filip z przyszłości i Aaron Stone.
Brał udział w Igrzyskach Disney Channel, w których był w drużynie niebieskich razem z Cole Sprouse, Corbinem Bleu, Monique Coleman, Vanessą Anne Hudgens i Brendą Song.

## Filmografia

### filmy fabularne
- 2004: Skarb narodów jako Thomas Gates
- 2005: American Pie: Wakacje jako Ernie Kaplowitz
- 2007: Gwiezdny zaprzęg jako Spudnick (głos)
- 2009: Hannah Montana: Film jako Jackson Stewart
- 2009: Tatastrofa (TV) jako Merv Kilbo

### seriale TV
- 2003: Mad TV jako Swirley kid
- 2003: The Shield: Świat glin jako Kyle
- 2003: Zwariowany świat Malcolma jako Marshal School uczeń po lewej
- 2004: Byle do przodu jako Goran Niezwyciężony
- 2005–2006: Filip z przyszłości jako Grady Spaggett
- 2006–2011: Hannah Montana jako Jackson Stewart
- 2008: Orły z Bostonu jako Mitchy Weston
- 2009: Yin Yang Yo! w roli samego siebie (głos)
- 2009: Aaron Stone jako Hunter
- 2010: Akwalans jako Kevin (głos)
- 2011–2015: Z kopyta jako Rudy Gillespie
- 2013: Randy Cunningham: Nastoletni ninja jako Brent (głos)
- 2016: Przyjaciółki od czasu do czasu jako Dax Fraggins